# Lengefeld (Sangerhausen)
Lengefeld is een plaats in de Duitse deelstaat Saksen-Anhalt, en maakt sinds 1 oktober 2005 deel uit van de stad Sangerhausen in de Landkreis Mansfeld-Südharz.
Lengefeld telt 757 inwoners.